# La Réserve (nouvelle)
Coventry
Pour les articles homonymes, voir La Réserve et Coventry.
La Réserve (titre original : Coventry) est un roman court de Robert Heinlein publié pour la première fois dans le magazine Astounding Science Fiction en juillet 1940 puis traduit en français et publiée en 1969 par les éditions OPTA. Ce roman court fait partie de l'Histoire du futur. Son titre original s'inspire de l'expression britannique Envoyer à Coventry qui désigne une forme de punition d'un comportement jugé inadapté par l'ignorance sociale ostensible du coupable, allant ici jusqu'au bannissement réel. En 2017, cette histoire se voit récompensée par son inscription au Temple de la renommée du prix Prometheus.

## Résumé
Dans un futur où la loi ultime est de ne pas nuire à son prochain, un homme se permet un coup de poing inopiné. On lui offre le choix entre un traitement contre l'agressivité, et l'exil avec les autres « inadaptés » dans la Réserve, dernier territoire livré à l'anarchie.
Sûr de sa force et de son droit, l'accusé choisit l'exil, sans se douter de ce qui l'attend vraiment.

## Éditions en français
- dans Histoire du futur (Tome 2),  OPTA, coll. « Club du livre d'anticipation » no 16, 1969.
- dans Histoire du futur (Tome 2), Révolte en 2100, Presses-Pocket/Pocket, coll. « Science-fiction » no 5076, 1980 (rééd. 1987)
- dans Histoire du futur (Tome III), Révolte en 2100, Gallimard, coll. « Folio SF » no 209, 2005.